# Назъбен стоидвадесетоклетъчник
Назъбеният стоидвадесетоклетъчник е еднообразен изпъкнал многоклетъчник. Броят клетки е 2640. Той има 120 додекаедъра, 720 петоъгълни призми, 1200 триъгълни призми и 600 тетраедъра. Той има 2400 върха, 7200 ръба и 7440 стени (2400 триъгълника, 3600 квадрата и 1440 петоъгълника). Връхната фигура е антипод на равностранен триъгълник.